# Cristal (Porto Alegre)
Cristal é um bairro nobre localizado na zona sul da cidade brasileira de Porto Alegre, capital do estado  do Rio Grande do Sul. Foi criado em 7 de dezembro de 1959 pela lei municipal 2022.
O bairro Cristal não é na sua totalidade um bairro nobre, sendo as áreas nobres as vias que formam a parte mais alta do Cristal, como as avenidas Pinheiro Borda, Capivari, Caí, Taquary e Jacuí, e as ruas Ibicuí, Estêvão Cruz e Irani. Além dessas ruas, também são nobres a avenida Diário de Notícias, com os empreendimentos da Multiplan, a área da avenida Padre Cacique, onde está localizada a Fundação Iberê Camargo, e algumas ruas entre as avenidas Campos Velho e Icaraí.

## Histórico
O nome é oriundo da composição da terra do bairro, rica em quartzo. Esta característica fazia com que a terra brilhasse aos olhos dos navegadores do lago Guaíba, levando-os a apelidar a zona de "cristal".
Originalmente uma região de chácaras, o Cristal começou a ser urbanizado em 1881 com a construção de uma hospedaria estadual para novos imigrantes da cidade. Em 1899, Bento Gonçalves trouxe o batalhão da Brigada Militar para a hospedaria, utilizando as áreas ao redor para treinamento de montaria.
Por muito tempo a única ligação com o bairro se dava através de uma estrada de ferro chamada "Estrada de Ferro do Riacho", que ligava a Ponte de Pedra do Largo dos Açorianos ao bairro Tristeza, com uma parada nos campos da Brigada. O prefeito Alberto Bins ligou o bairro à cidade com a construção da avenida Campos Velho (também chamada de Faixa Preta).

## Características atuais
O bairro Cristal é predominantemente residencial e tem recebido, nos últimos anos, grandes investimentos imobiliários em condomínios de alto padrão.
O bairro serve de passagem obrigatória para todos que se dirigem à Zona Sul da cidade costeando o Guaíba. Para tanto, podem ser utilizadas duas de suas principais avenidas: a Icaraí ou a Diário de Notícias; entre elas encontra-se o Jockey Club do Rio Grande do Sul, o Hipódromo do Cristal (no local da antiga hospedaria) e o hipermercado Big Shopping. Ao lado do mercado está o BarraShopping Sul, inaugurado em novembro de 2008.
Às margens do Guaíba encontram-se alguns dos campos de treinos do Grêmio Foot-Ball Porto Alegrense, bem como o clube náutico Iate Clube Guaíba. Também nas proximidades está o museu da Fundação Iberê Camargo, cuja inauguração ocorreu em junho de 2008. Este museu atrai visitantes não só pela obra do pintor Iberê Camargo, como também pela arquitetura moderna de seu prédio.

### Pontos de referência
- BarraShoppingSul[2][3]
- Colégio Leonardo da Vinci, unidade Beta[4]
- Escolinha de Futebol do Grêmio Foot-Ball Porto Alegrense
- Fundação Iberê Camargo[5]
- Hipódromo do Cristal[6]
- Praça Divo do Canto
- Gabriel Melo - O Tata[7]

## Limites atuais
Ponto inicial e final: encontro da Rua Doutor Castro de Menezes com a Avenida Wenceslau Escobar; desse ponto segue pela Avenida Wenceslau Escobar até a Rua Tamandaré, por essa até a Rua Coronel Aristides, por essa até a Rua Coronel Massot, por essa até a Rua Coronel Timóteo, por essa até o entroncamento do Beco A - Vila Nossa Senhora das Graças com o Beco M - Vila Nossa Senhora das Graças, ponto de coordenadas E: 277.095; N: 1.669.361, por esse e a projeção de seu eixo até o Arroio Cavalhada, ponto de coordenadas E: 277.127; N: 1.669.402, segue pelo eixo desse arroio até o Arroio Passo Fundo, ponto de coordenadas E: 277.180; N: 1.669.389, segue pelo eixo desse arroio até a Rua Doutor Campos Velho, ponto de coordenadas E: 277.323; N: 1.669.653; por essa até a Rua Xavier da Cunha, por essa até a Rua Monte Arraes, desse ponto segue a projeção do eixo da Rua Gregório da Fonseca, por uma linha reta e imaginária, até encontrá-la no ponto de coordenadas E: 277.842; N: 1.669.860, por essa até a Avenida São Sebastião, por essa até a Rua Dona Cristina, por essa até a Rua Ursa Maior, por essa até a Avenida Divisa, por essa até a Avenida Jacuí, por essa até a Rua Jaguari, por essa até o limite da propriedade da Fundação de Atendimento Socioeducativo do Rio Grande do Sul (FASE), ponto de coordenadas E: 277.455; N: 1.670.950, desse ponto segue o limite dessa propriedade, por linha reta e imaginária, até o ponto de coordenadas E: 277.425; N: 1.670.973; desse ponto segue por três segmentos de linha reta e imaginária, localizados no Morro Santa Tereza, passando pelos pontos de intersecção com as ruas Rua Quatro Mil Trezentos e Sessenta e Oito (4368), ponto de coordenadas E: 277.376; N: 1.671.175, Rua Quatro Mil Trezentos e Sessenta e Nove (4369), ponto de coordenadas E: 277.344; N: 1.671.259, e Rua Dona Maria, ponto de coordenadas E: 277.318; N: 1.671.278; desse ponto segue por linha reta e imaginária até o Arroio Santa Tereza, ponto de coordenadas E: 277.170; N: 1.671.331, segue pelo eixo desse arroio e pelo eixo do Arroio Ponta do Melo até o entroncamento da Avenida Padre Cacique com a Rua Pinheiro Borda; desse ponto segue por linha reta e imaginária até a orla do Lago Guaíba, ponto de coordenadas E: 276.638; N: 1.671.780; segue por essa orla no sentido sul até o ponto de coordenadas E: 275.728; N: 1.669.290; desse ponto segue por uma linha reta e imaginária, até a Rua Doutor Castro de Menezes E: 275.821; N: 1.669.057, segue por essa até a Avenida Wenceslau Escobar, ponto inicial.
Seus bairros vizinhos são: Santa Teresa, Nonoai, Cavalhada, Camaquã, Tristeza, Praia de Belas, e Vila Assunção.

## Lei dos limites de bairros- proposta 2015-2016
No fim do ano de 2015, as propostas com as emendas foram aprovadas pela câmara de vereadores de Porto Alegre. Em relação aos limites atuais, há algumas alterações. A alteração mais importante foi que o Pontal do Estaleiro foi anexado ao bairro.